# Нефедьев, Константин Михайлович
Константи́н Миха́йлович Нефе́дьев (1922—1964) — советский писатель-фантаст. Автор фантастических романов «Могила Таме-Тунга» и «Тайна алмаза». Жил в г. Магнитогорске.
На протяжении нескольких лет возглавлял магнитогорское литературное объединение. Главным литературным авторитетом он считал И. Ефремова.

## Биография
- 1941—1945 — воевал на фронтах Великой Отечественной войны[1]
- 1948—1964 — после службы моряком на Тихоокеанском флоте работал крановщиком в мартеновском цехе Магнитогорского металлургического комбината
- 1956 — вступил в городское литобъединение г. Магнитогорска, где его литературным наставником был Н. П. Воронов. В качестве вступительного взноса принёс пролог к роману «Тайна алмаза». После издания книги занялся своим самообразованием и закончил восьмилетнюю школу.
- 1958 — из печати вышел первый роман «Тайна алмаза», положительную рецензию на который дал фантаст Иван Ефремов
- 20 февраля 1964 — покончил с собой в Магнитогорске.[уточнить] Похоронен на Левобережном кладбище.

### Романы
- Могила Таме-Тунга
- Непобедимый камень (не завершён)
- Тайна алмаза

### Повести
- Мираневая пластинка
- По следам неизвестного

### Циклы рассказов
- Шайтан-гора

### Книги
- 1958 — Тайна алмаза (научно-фантастический роман). — Челябинск, Южно-Уральское книжное издательство, 192 с. Тираж: 75000 экз.
- 1959 — Тайна алмаза (научно-фантастический роман). — Челябинск, Южно-Уральское книжное издательство, 192 с. Тираж: 30000 экз.
- 1967 — Могила Таме-Тунга (приключенческо-фантастический роман). — Челябинск, Южно-Уральское книжное издательство, 368 с. Тираж: 65000 экз.
- 1969 — Шайтан-гора (рассказы). — Челябинск, Южно-Уральское книжное издательство. 68 с., 15 000 экз.
- 1990, 1991, 1992 — Могила Таме-Тунга (роман). — Челябинск, Южно-Уральское книжное издательство, 384 с. Послесловие Р. Дышаленковой. Общий тираж: 190000 экз.
- 1993 — Могила Таме-Тунга (роман). — Красноярск, Красноярское книжное издательство, 364 с.

### Публикации
- Странная находка (отрывок из романа «Непобедимый камень»). — «Магнитогорский рабочий», 10 марта 1956.
- Тайна алмаза (научно-фантастический роман). — «Челябинский строитель», август—декабрь 1956.
- Мираневая пластинка (повесть). — «Магнитогорский рабочий», 8, 10, 11, 13, 15, 17, 18, 22, 25 декабря 1957.
- По следам неизвестного (научно-фантастическая повесть). — «Магнитогорский рабочий», 24, 26, 27, 30 января 1960.
- Проклятый кофе (отрывок из романа «Могила Таме-Тунга»). — «Магнитогорский рабочий», 11, 13 декабря 1960.

## Мемориал
В 2001 на доме Нефедьева была установлена памятная доска. В 2001, 2002 и 2003 годах Магнитогорским металлугическим комбинатом совместно с Союзом писателей России проводился Литературный конкурс имени К. М. Нефедьева.
Автором главы «Осьминог и Мадонна» в романе «Могила Таме-Тунга» является магнитогорский прозаик Николай Курочкин, первоначально написавший её как рассказ в подражание стилю Константина Нефедьева. Тот немного доработал эту вещь и включил в роман. Впоследствии издателями было предложено Николаю Курочкину довести роман до конца, но он отказался. После смерти К. Нефедьева роман завершил литератор Н. Я. Болотников.